# بني حازم (بني يونس السفلى)
بني حازم هو دوار تابع لجماعة سيدي علي بورقبة في إقليم تازة، جهة فاس مكناس، المملكة المغربية. يقع الدوار ضمن مشيخة بني يونس السفلى، ويتميز بتضاريسه الجبلية وطبيعته الخلابة. رغم موقعه المميز وإرثه الأمازيغي العريق، يعاني من تحديات تنموية تشمل نقص الموارد المائية، الهجرة المتزايدة، وضعف التدخل التنموي من طرف السلطات المحلية.

## الموقع الجغرافي
يقع دوار بني حازم في منطقة جبلية ضمن إقليم تازة، وهو جزء من جماعة سيدي علي بورقبة التي تُعرف بطابعها الريفي. تحيط بالدوار غابات ومراعي طبيعية، مما يجعله موقعًا مناسبًا للزراعة والرعي. يشتهر الدوار بمناخه المعتدل صيفًا والبارد شتاءً، لكن التضاريس الصعبة تزيد من عزلته وتؤثر على حركة التنقل.

## السكان
وفقًا لإحصاء عام 2004، يبلغ عدد سكان دوار بني حازم 1229 نسمة، يعيشون في إطار مجتمع مترابط تحكمه العادات والتقاليد الأمازيغية. يعتمد السكان على الأنشطة الزراعية التقليدية وتربية الماشية كمصدر أساسي للدخل. الهجرة ظاهرة شائعة بين سكان بني حازم، حيث يتجه العديد منهم إلى المدن الكبرى أو الخارج بحثًا عن فرص عمل أفضل. تسهم التحويلات المالية من المهاجرين في دعم الأسر وتحسين مستوى المعيشة، لكنها تؤثر على التركيبة السكانية بسبب نقص الأيدي العاملة المحلية.

## الأنشطة الاقتصادية
يعتمد سكان بني حازم على أنشطة تقليدية تشمل: 
1. الزراعة: زراعة الحبوب، الزيتون، والتين باستخدام طرق تقليدية. 
2. تربية الماشية: خاصة الأغنام والماعز، التي تُعتبر مصدرًا رئيسيًا للدخل والغذاء. 
3. الحرف اليدوية: مثل صناعة الزرابي والأواني الفخارية، والتي تراجعت في السنوات الأخيرة بسبب نقص الدعم.

## التحديات التنموية
نقص الموارد المائية
يعاني الدوار من ندرة المياه اللازمة للزراعة والشرب، نتيجة الاعتماد على الأمطار الموسمية والتغيرات المناخية المتزايدة. قلة مشاريع البنية التحتية المائية، مثل حفر الآبار أو بناء خزانات، تزيد من حدة المشكلة، مما يضعف الأنشطة الاقتصادية ويزيد الأعباء على السكان.

## الهجرة
الهجرة الداخلية والخارجية ظاهرة شائعة في دوار بني حازم، حيث يبحث السكان عن حياة أفضل في المدن الكبرى أو الخارج. قلة فرص العمل وضعف الأنشطة الاقتصادية المحلية، بالإضافة إلى نقص الخدمات الأساسية، تزيد من معدلات الهجرة.
إهمال السلطات المحلية
يشكو سكان بني حازم من قلة الاهتمام بمشاريع تنموية تشمل تعبيد الطرق لتحسين ربط الدوار بالمناطق المجاورة، وتطوير الخدمات الصحية والتعليمية، ودعم الأنشطة الاقتصادية التقليدية والزراعة الحديثة.

## البنية التحتية والخدمات
يعاني الدوار من مشكلات متعددة في البنية التحتية والخدمات: 
- الطرق: الطرق المؤدية إلى الدوار في حالة سيئة، مما يعيق التنقل ونقل المنتجات الزراعية. 
- الخدمات الصحية: لا توجد مراكز صحية كافية، ويضطر السكان للتوجه لمسافات طويلة للحصول على الرعاية. 
- التعليم: المدارس المحلية تعاني من نقص الموارد والتجهيزات، مما يؤثر على جودة التعليم.

## الإمكانات التنموية
رغم التحديات، يتمتع دوار بني حازم بإمكانات كبيرة يمكن استغلالها لتحقيق التنمية: 
1. الموارد الطبيعية: الأراضي الزراعية والغابات يمكن أن تدعم السياحة البيئية والزراعة المستدامة. 
2. السياحة البيئية: المناظر الطبيعية والتراث الأمازيغي يمكن أن يجذب الزوار إذا تم الترويج للمنطقة. 
3. الأنشطة التقليدية: دعم الحرف اليدوية يمكن أن يسهم في تحسين دخل السكان.

## الخلاصة
دوار بني حازم هو مثال على المناطق القروية المغربية التي تجمع بين الإرث الثقافي الأمازيغي والطبيعة الخلابة، لكنه يعاني من تحديات تنموية تعرقل استغلال إمكاناته. من خلال تحسين البنية التحتية وتوفير الدعم للأنشطة الاقتصادية وتطوير الموارد المائية، يمكن أن يصبح بني حازم نموذجًا للتنمية القروية المستدامة.

## روابط خارجية
- البوابة الوطنية للجماعات الترابية نسخة محفوظة 12 مارس 2018 على موقع واي باك مشين.
- المندوبية السامية للتخطيط